# Photoscotosia velutina
Photoscotosia velutina là một loài bướm đêm trong họ Geometridae.